# فيل تايلور (لاعب كرة قدم أمريكية)
فيل تايلور (بالإنجليزية: Phil Taylor)‏ هو لاعب كرة قدم أمريكية أمريكي، ولد في 7 أبريل 1988 في كلينتون في الولايات المتحدة.

## وصلات خارجية
- فيل تايلور على موقع مرجع كرة القدم المحترفة.كوم (الإنجليزية)